# Рига-1

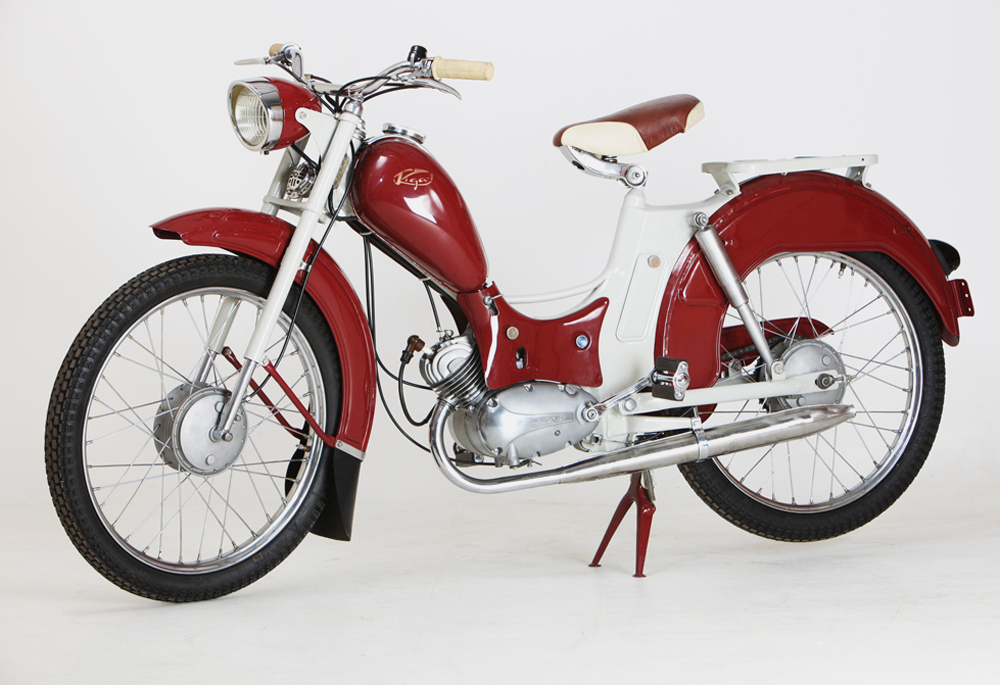
«Рига-1» — первый в СССР двухскоростной мопед массового производства

Рига-1 — мопед производства рижского завода «Саркана Звайгзне», первый двухскоростной мопед советского производства (1961—1965 гг.).

## Общие сведения
В конце 1950-х годов в отделе главного конструктора Рижского мотозавода изучались образцы зарубежных мопедов и техническая литература. На основе этого в 1958 году был выпущен первый опытный образец мопеда «Sprīdītis». Эта модель оказалась неудачной, поэтому группа инженеров РМЗ посетила завод «Jawa» в Чехословакии для ознакомления с производством малокубатурной мототехники.
В результате обсуждения различных вариантов на техническом совете был утвержден разработанный конструкторским отделом завода проект мопеда, который получил название «Рига-1». В качестве технического прототипа были взяты мопеды немецкой марки «Simson».
В 1960 году было выпущено 11 экземпляров опытных образцов мопедов «Рига-1», укомплектованных чехословацкими двигателями «Jawa», оснащенных редуктором с двумя передачами и встроенными в картер педальным приводом. После всесторонних испытаний в 1961 году на Рижском мотозаводе было начато серийное производство мопеда «Рига-1».
Это был первый в СССР полноценный двухскоростной мопед, подобная техника раньше в стране не производилась.
Мопеды первых лет выпуска оснащались моторами «Jawa» с рабочим объемом 49,8 куб. см. Позже (1962 г.) на Шяуляйском велосипедно-моторном заводе (Литовская ССР) было освоено производство двухскоростного двигателя Š-50 (копия мотора «Jawa 552»), которыми дальше комплектовались мопеды «Рига-1».
Учитывая опыт производства мопедов «Рига-1» и «Рига-3», а также возросшую потребность в такой мототехнике, на Львовском мотозаводе был также начат выпуск двухскоростных мопедов (первая модель МП-043, 1967 год).

## Технические особенности

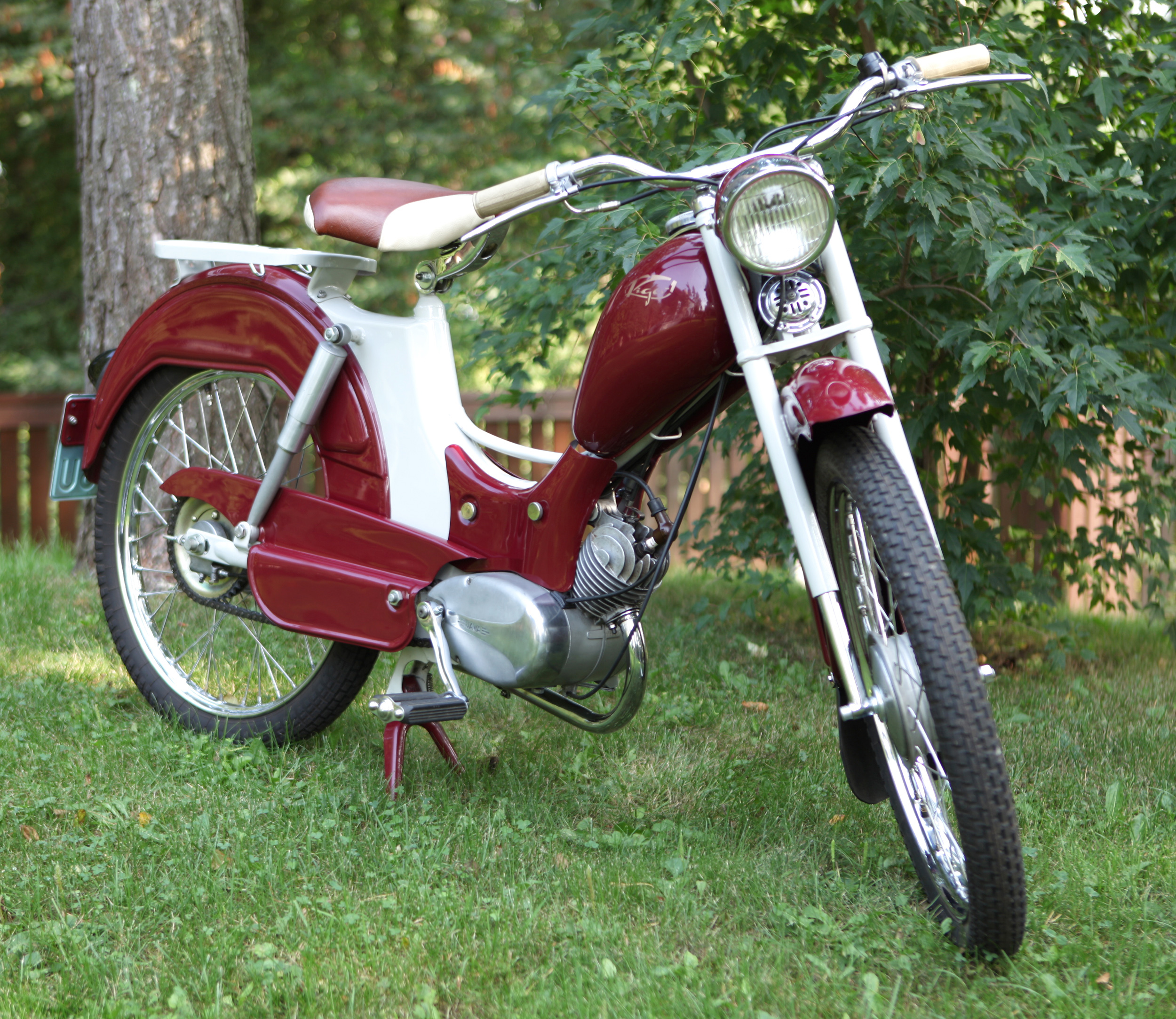
Мопед «Рига-1» с двигателем «Jawa», модель 1962 г.

Рама мопеда открытого типа, сварная из труб круглого сечения. Передняя вилка — телескопическая с двумя пружинами, задняя — маятникового типа, с пружинными амортизаторами. Седло — рычажное пружинное, верх — из микропористой резины, обшитой кожзаменителем.
На щитке заднего колеса установлен багажник с пружиной для груза и габаритный фонарь. Привод на заднее колесо реализовался роликовой цепью. Задняя и передняя ось были оснащены втулкой с тормозными колодками, колеса одинаковые, взаимозаменяемые, размер шин 19 × 2,25 дюйма.
Цепь двигателя прикрывалась защитным щитком, мопед оснащался откидной центральной подставкой и спидометром со счетчиком пробега.
Мопед «Рига-1» оснащался одноцилиндровым двухтактным двигателем воздушного охлаждения Jawa-552 с рабочим объемом 49,8 куб. см, производства ЧССР (впоследствии советским моторами Š-50 Шяуляйского мотозавода). Коробка передач двигателя двухступенчатая с двухдисковым масляным сцеплением. В двигатель были вмонтированы велосипедные педали которые служили для запуска, торможения а также как вспомогательный привод при езде на подъемы.
Мотор был оснащен маховиковым магнето (6 вольт), которое обеспечивало искровое зажигание и освещения фары и заднего фонаря.
На руле размещены органы управления: слева — ручной рычаг сцепления/переключения передач, рычаг декомпрессора также переключатель освещения с кнопкой сигнала; справа — поворотная ручка газа и рычаг переднего тормоза. Фара мотоциклетного типа, со встроенным спидометром.
В качестве горючего использовалась топливная смесь моторного масла и бензина в соотношении 1:25, расход топлива составлял около 1,6 литра на 100 км. Максимальная скорость мопеда составляла 40 км/ч. Вес (сухой) — около 45 кг, вместимость топливного бака − 6 литров.
В 1965 году завод начал выпускать усовершенствованную модель «Рига-3».
Технические характеристики мопеда «Рига-1»:
- длина — 1800 мм;
- ширина — 610 мм;
- высота — 900 мм;
- база — 1175 мм;
- дорожный просвет при горизонтальном положении шатунов — 133 мм;
- масса (сухая) — 45 кг;
- максимальная скорость — 40 км / ч;
- емкость топливного бака — 6 л;
- расход топлива при движении со скоростью 25 км/ч — 1,6 л/100 км.
- двигатель модель — Š-50, рабочий объем — 49,8 куб. см, бензиновый, двухтактный, с охлаждением встречным потоком воздуха;
- сцепление — двухдисковое, в моторные масляной ванне;
- коробка передач — двухступенчатая;
- первичная передача — с косозубыми шестернями;
- главная передача — роликовой цепью;
- привод заднего колеса — цепной;
- зажигания и освещения — от маховичного магдино переменного тока мощностью 18 ватт напряжением 6 вольт;
- рама — трубчатая сварная;
- передняя подвеска — телескопическая с пружинами;
- задняя маятникового типа с пружинными амортизаторами;
- колеса — взаимозаменяемы, размер шин — 19 «×2,25»;
- диаметр тормозных барабанов — 120 мм.

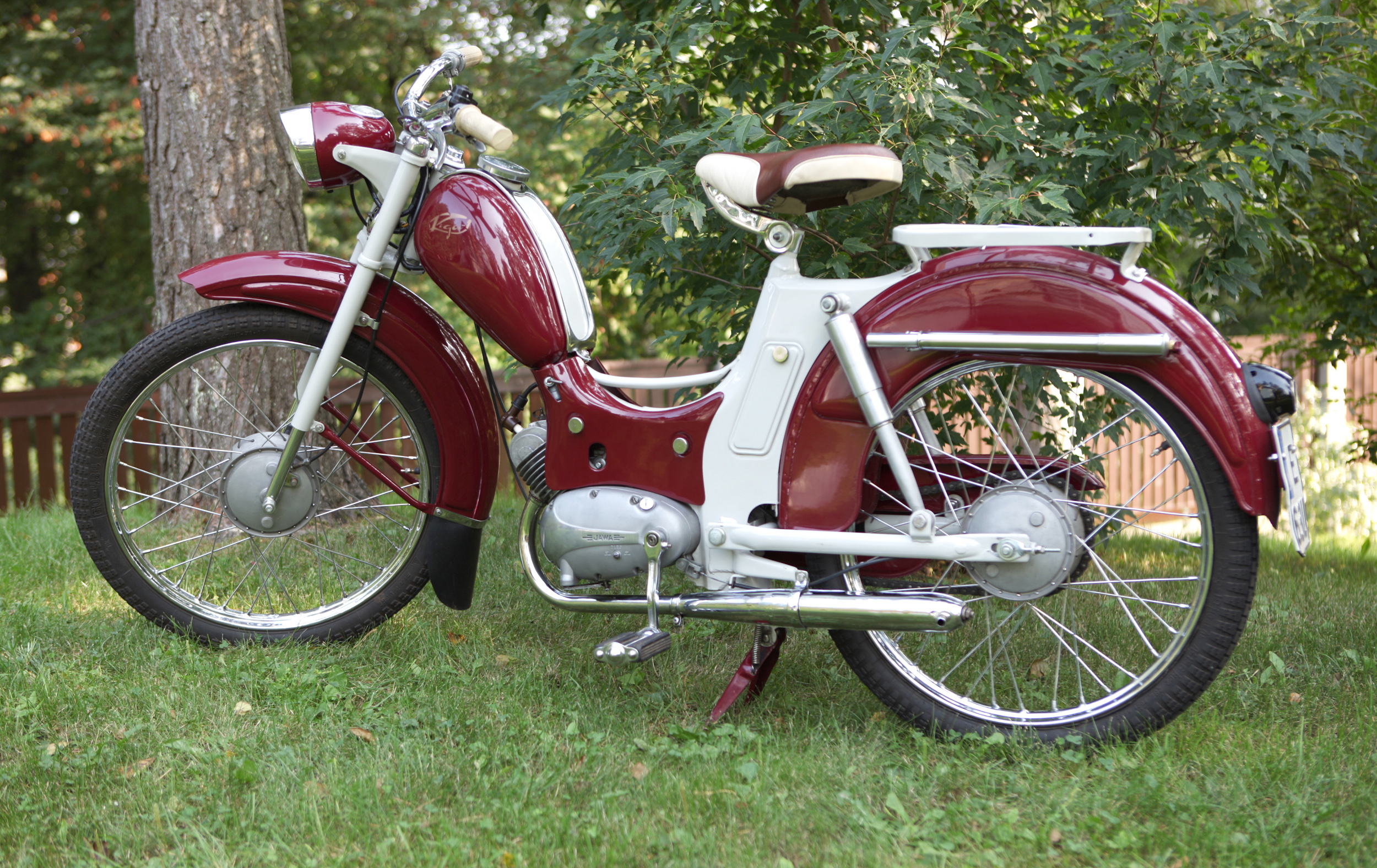
Фото мопеда «Рига-1» , модель 1962 года
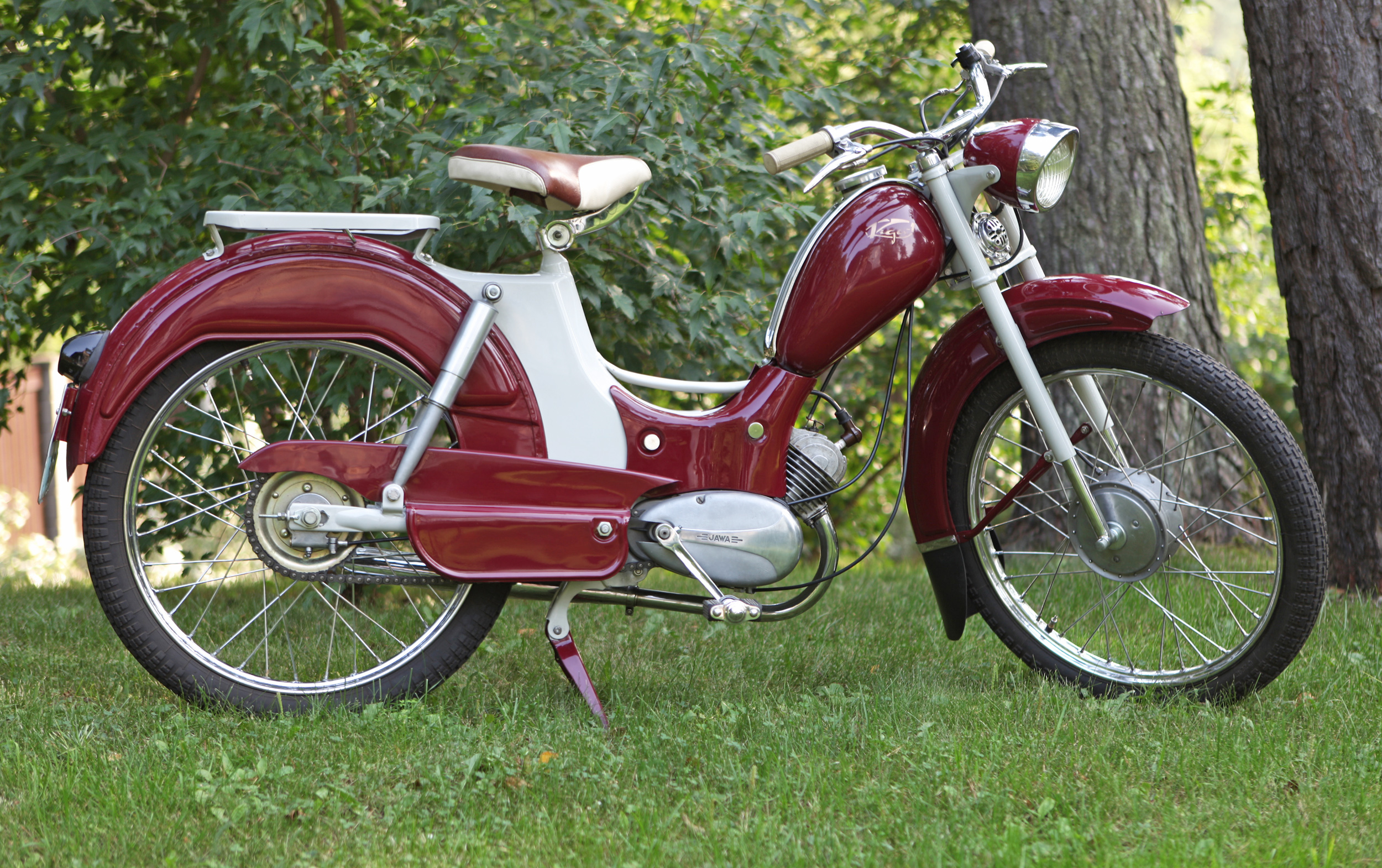
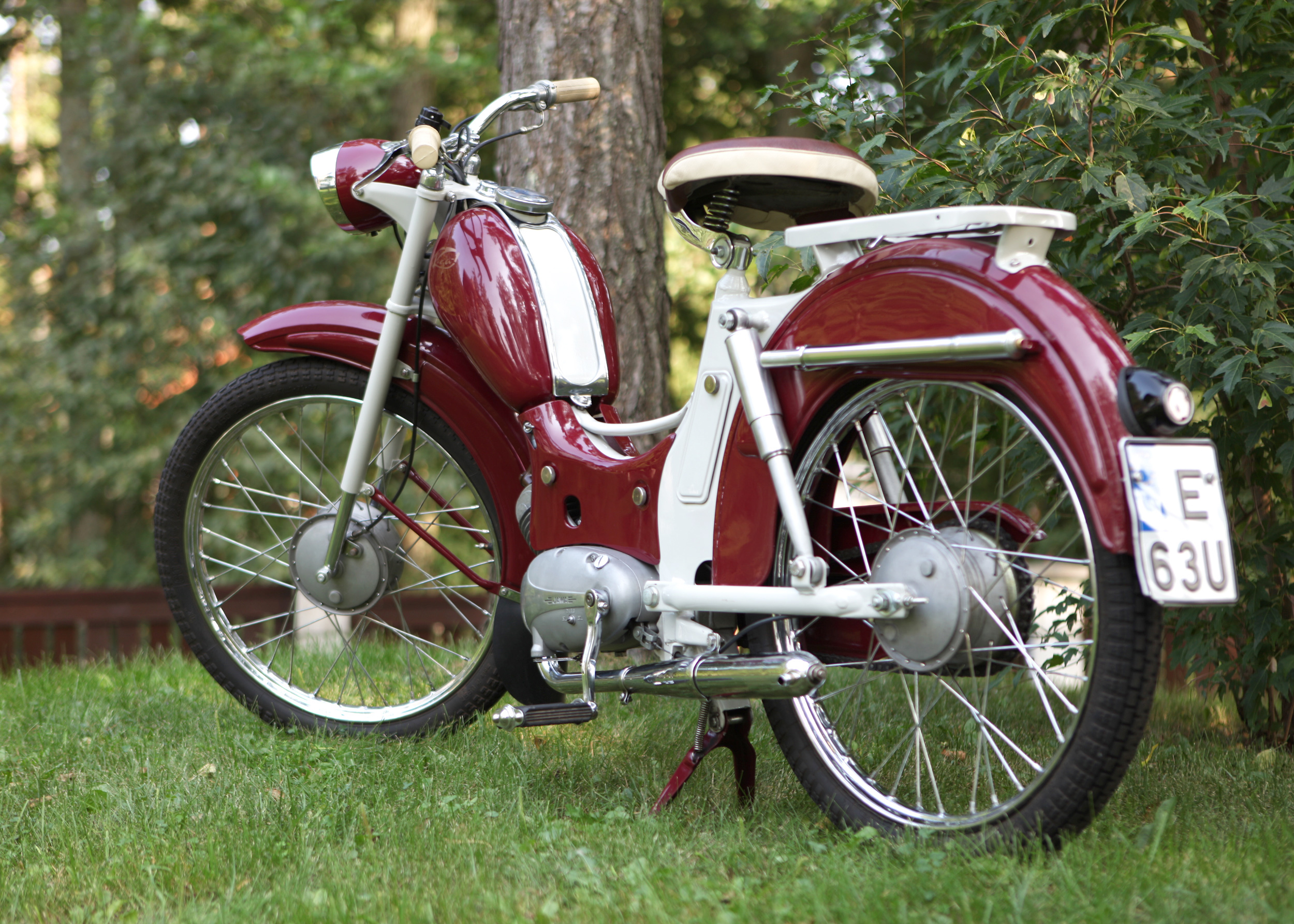
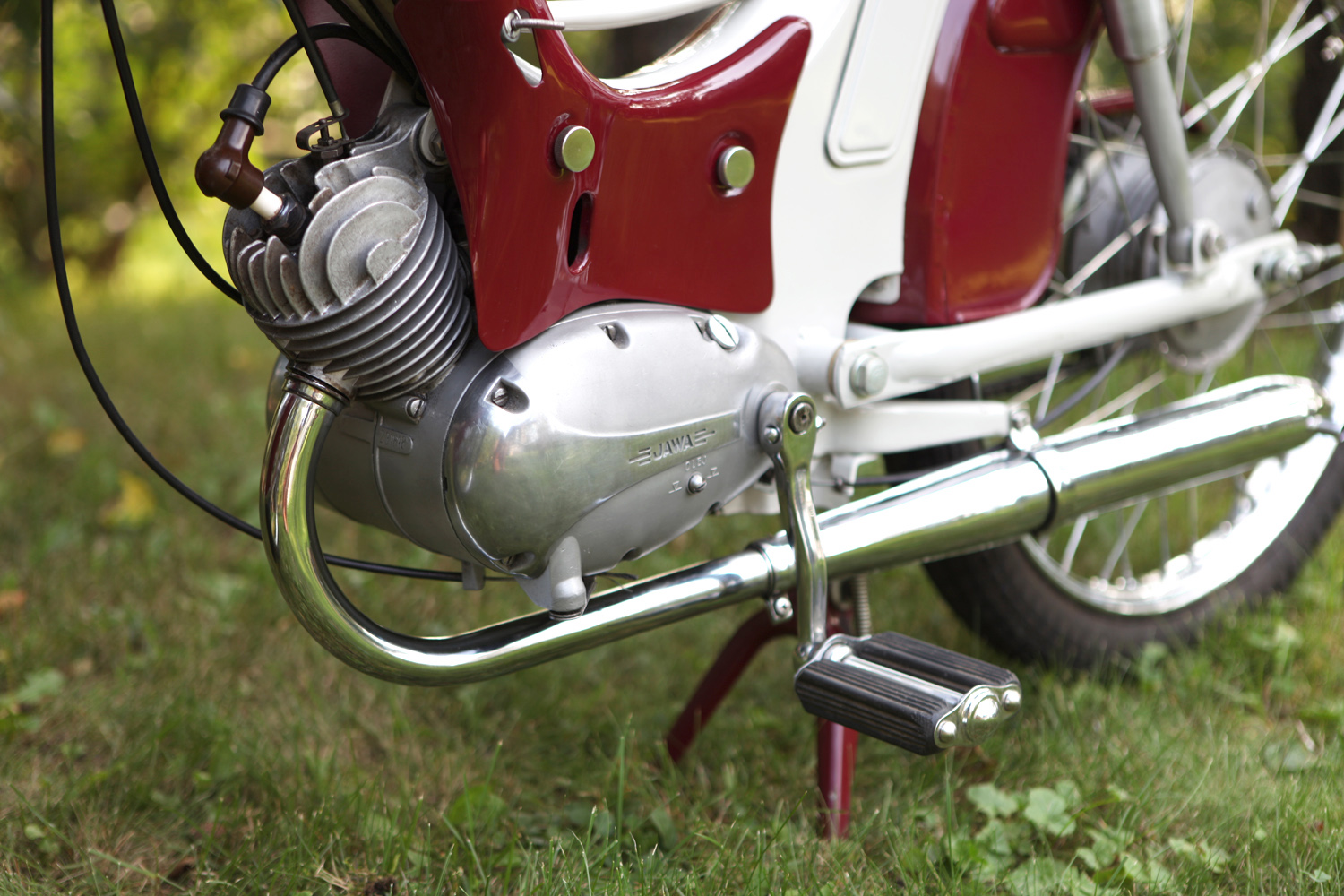
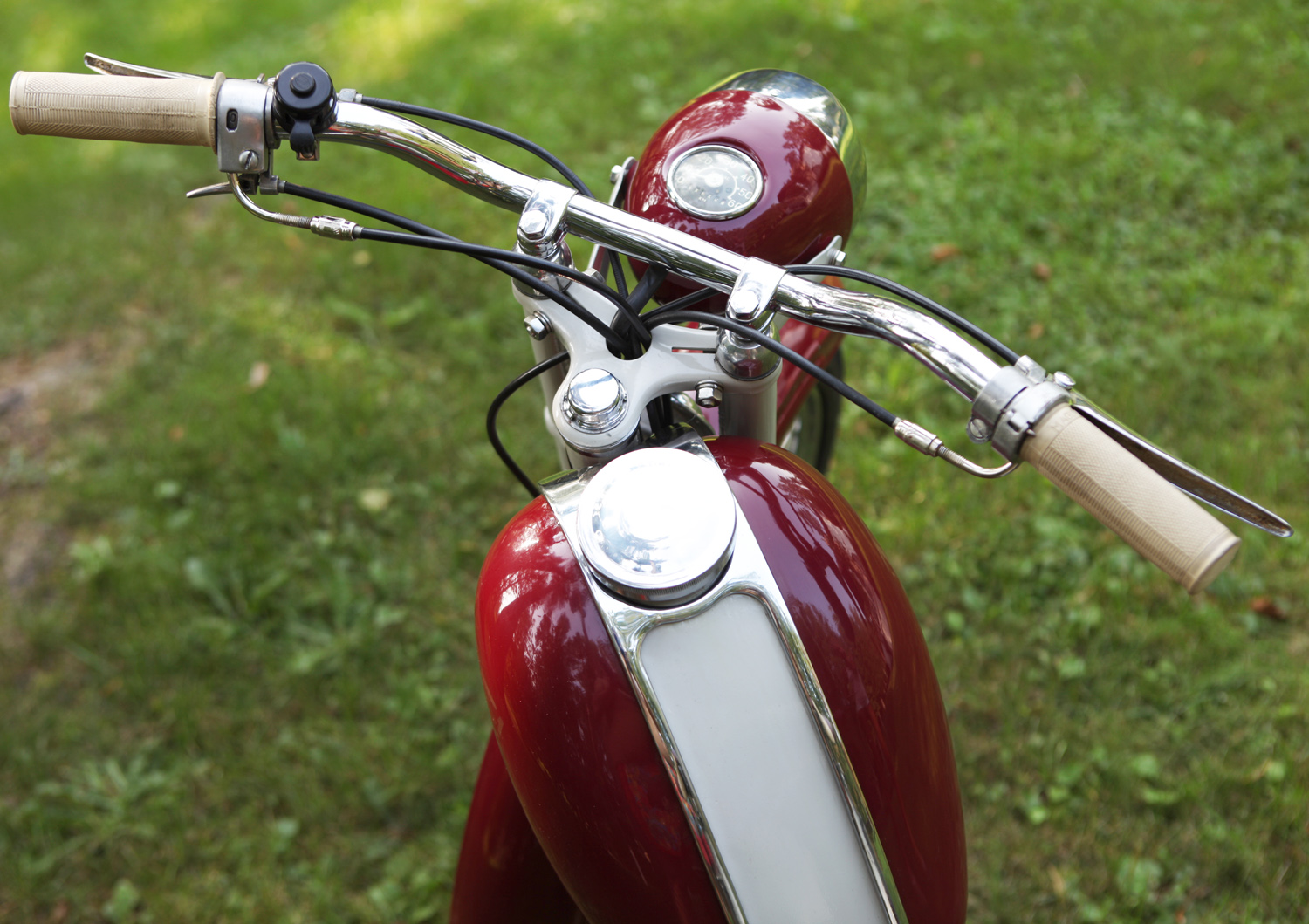